# Steinmetzwerkzeug
Steinmetzwerkzeuge werden sowohl von den Steinmetzen als auch von den Steinbildhauern als sogenannte Handwerkzeuge benutzt. Lediglich die Steinbildhauer benutzen weitere wenige spezielle Meißel sowie Mess- bzw. Übertragungswerkzeuge. Die „Meißel“ nennen Steinmetzen und Steinbildhauer Eisen.
Die Gesamtheit ihrer Handwerkzeuge bezeichnen die Steinmetze als Geschirr.

## Steinbearbeitungswerkzeuge

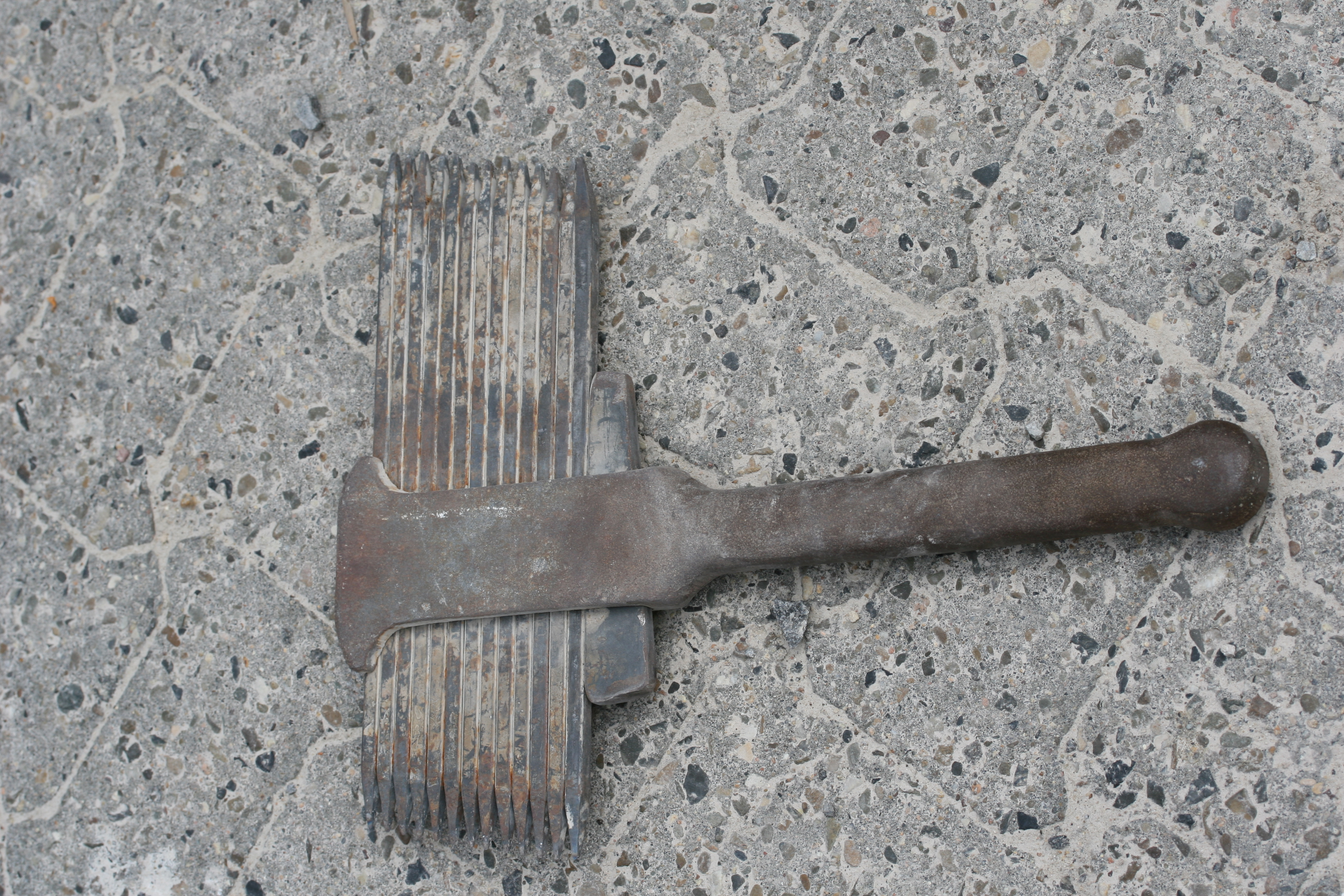
Krönel, ein Weichgesteinswerkzeug

Steinmetzwerkzeuge sind zum größten Teil historisch überkommene Handwerkzeuge. Die Handwerkzeuge werden entsprechend ihrer Verwendung in Hart- und Weichgesteinswerkzeuge unterschieden.

Die im Steinbruch gewonnenen Steinblöcke wurden früher grob bearbeitet. Diese Bearbeitung nennt man Bossieren mit dem Bossierhammer und Bossiereisen. Auf dem Werkplatz wurden die Werkstücke aus Weichgestein mit dem Zweispitz, der Fläche, dem Scharriereisen, dem Schlageisen und dem Beizeisen, Krönel, Riffelhammer und Stockhammer (bei Hartgestein) weiter feiner bearbeitet und heute (2008) auch noch bearbeitet.

Die Werkzeuge des Steinmetzen und Steinbildhauers für die Bearbeitung des rohen Werksteins sind entweder ganz aus Werkzeugstahl oder sie haben an ihren Schneiden bzw. Spitzen eingelötete Hartmetalle, die Widiaeisen genannt werden. Die Werkzeugausrüstung, die die Steinmetzen und Steinbildhauer für die manuelle Flächen- und Profilarbeit benutzen, nennen sie „Geschirr“.

### Schlagwerkzeuge
Die sogenannten Eisen werden durch die einhändigen Schlagwerkzeuge angetrieben. Es gibt folgende Schlagwerkzeuge, die hier in ein- und beidhändige Werkzeuge unterschieden werden.
- Einhändig geführte Werkzeuge, die ein zweites Werkzeug schlagen:
  - Fäustel: Fäustel nennen Steinmetzen einen Hammer aus Eisen oder Stahl mit einem Gewicht von 1,0 bis 1,5 kg.
  - Schriftfäustel: Hammer zum Einschlagen von Steinschriften durch Schrifteisen, es handelt sich um leichte Fäustel unter 1 kg Gewicht.
  - Knüpfel: Knüpfel sind zylinderförmige bis halbkugelförmige Hämmer aus Holz (Weißbuche), aus kunststoffummanteltem, verleimtem Holz oder aus Metall; sie dienen zum Treiben der Werkzeuge vor allem bei Weichgestein.
- Beidhändig geführte Werkzeuge, die einen weiteren Hammer schlagen oder das Werkstück teilen:
  - Setzhammer: Er ist eine spezielle Form eines Vorschlaghammers.
- Werkzeuge zur direkten Bearbeitung der Oberfläche:
  - Steinbeil (Fläche), Zahnfläche und Krönel sind im weitesten Sinne Schlagwerkzeuge.
  - Stockhammer und Riffelhammer sind Sonderformen der Steinbearbeitung, die spezielle Steinoberflächen ermöglichen.

Eine Sonderform der Handwerkzeuge ist der manuelle Steinhobel, der für Weichgestein in Frankreich, in Deutschland aber kaum verwendet wird.

### Werkzeuge der Steinmetzen und Steinbildhauer

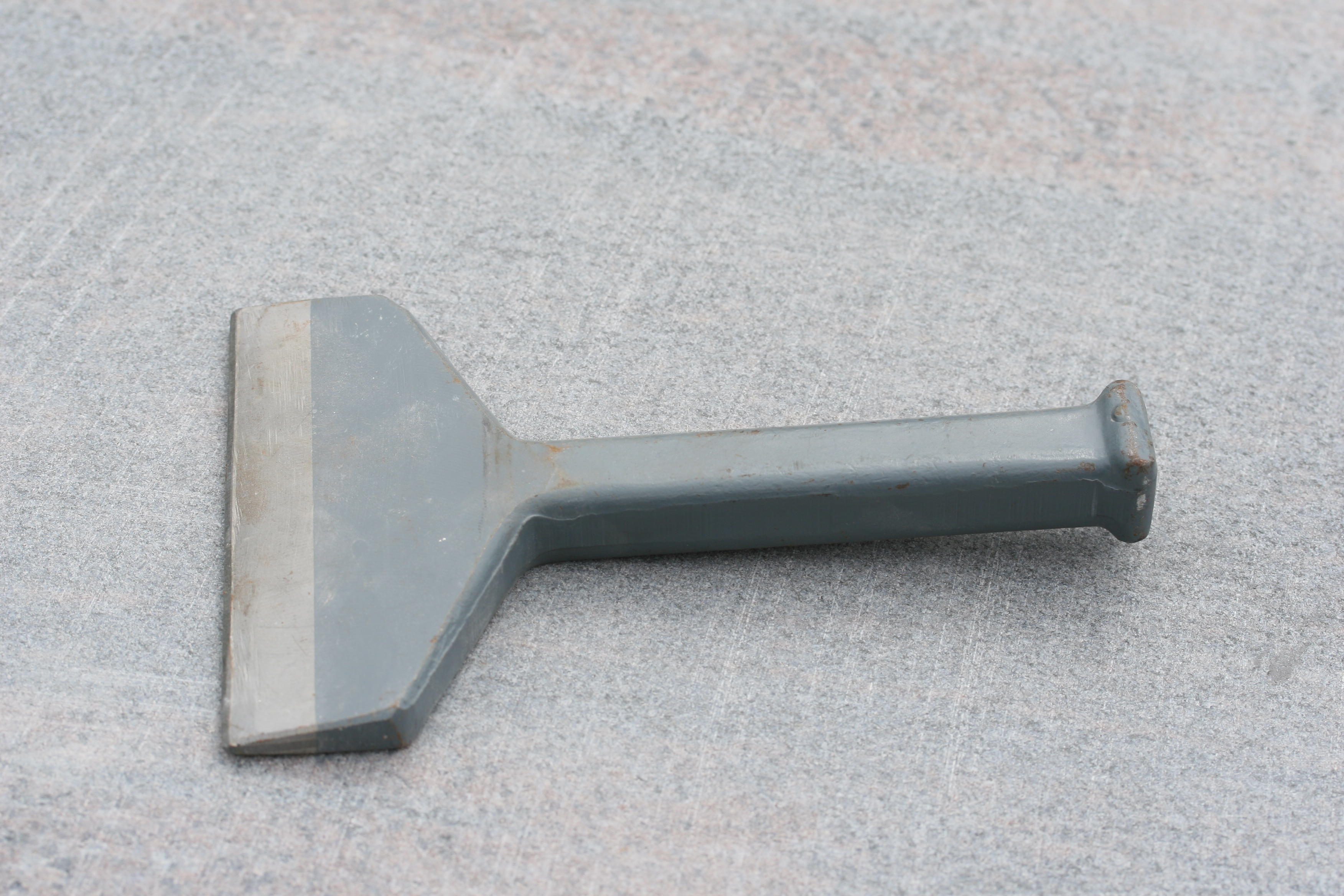
Scharriereisen, ein Weichgesteinswerkzeug

- Die Handwerkzeuge in Meißelform der Steinmetzen sind:
  - Steinspaltwerkzeuge,
  - Beizeisen,
  - Sprengeisen (Pitscher, Prelleisen),
  - Schlageisen,
  - Spitzeisen und der sog. Hundezahn,
  - Zahneisen,
  - Zweispitz,
  - Spitzfläche,
  - Scharriereisen und
  - Schrifteisen.

Mit Fäusteln angetriebene Eisen sind am Ende oftmals leicht spitz bzw. schlanker als der Schaft zugeschmiedet oder geschliffen. Sie haben einen sogenannten Fäustelkopf und erkennen daran, dass sie den eisernen Knüpfel einsetzen müssen. Die mit Knüpfeln angetriebenen Eisen weisen eine angeschmiedete Verdickung, einen Knüpfelkopf, auf. Die Knüpfelköpfe vermeiden eine übermäßige Abnutzung oder Beschädigung von Holzknüpfeln. Neben den weiter oben aufgelisteten Standardformen der Handwerkzeuge werden für komplizierte Profilierungen gelegentlich besonders geformte Eisen benötigt, etwa Rundeisen oder Schrägeisen mit abgerundeter oder schräg gesetzter Schneide oder verkröpfte Eisen. Diese Eisen sind im Handel nicht erhältlich und müssen in aller Regel als Sonderanfertigung geschmiedet oder aus Widiaeisen zurechtgeschliffen werden.

### Handgestützte Druckluft- und Elektrowerkzeuge

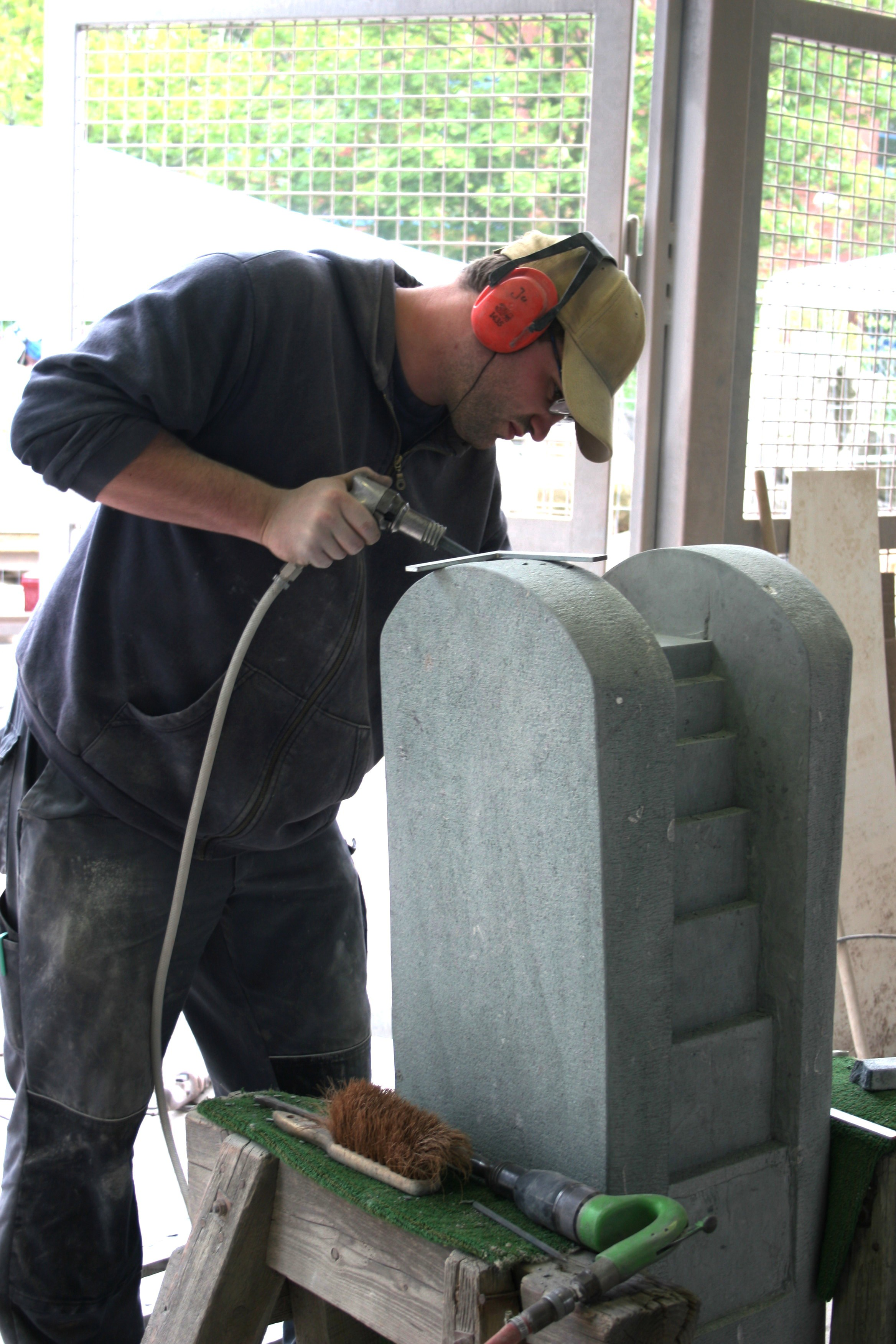
Ein Steinmetz arbeitet mit einem Drucklufthammer

- Drucklufthämmer werden benutzt, um Schriften einzuschlagen oder um Steinoberflächen bzw. Profile herzustellen. Die Druckluft-Einsteck-Werkzeuge haben geformte Arbeitsspitzen und -schneiden wie die Handwerkzeuge. Grundsätzlich können alle Arbeitsschritte mit druckluftbetriebenen Werkzeugen auch von Hand ausgeführt werden, der Zeitaufwand ist aber in aller Regel größer. Bestimmte Arbeitsschritte, etwa die Herstellung scharrierter Oberflächen, lassen sich nur von Hand und mit einem Scharriereisen optimal ausführen.
- Handmaschinen werden zur Erleichterung und Effektivierung der Handarbeit eingesetzt. Es handelt sich um elektrische, pneumatische oder ölhydraulische Handschleifmaschinen und um elektrische oder pneumatische Winkelschleifer, die auch Flex genannt werden.
- Messwerkzeug und Messhilfen der Steinmetzen und Steinbildhauer sind:
  - Winkel,
  - Zirkel zum Konstruieren und (Stechzirkel sowie Greifzirkel),
  - Richtscheit,
  - Schmiege und
  - Reißnadel.

### Spezielle Werkzeuge der Steinbildhauer

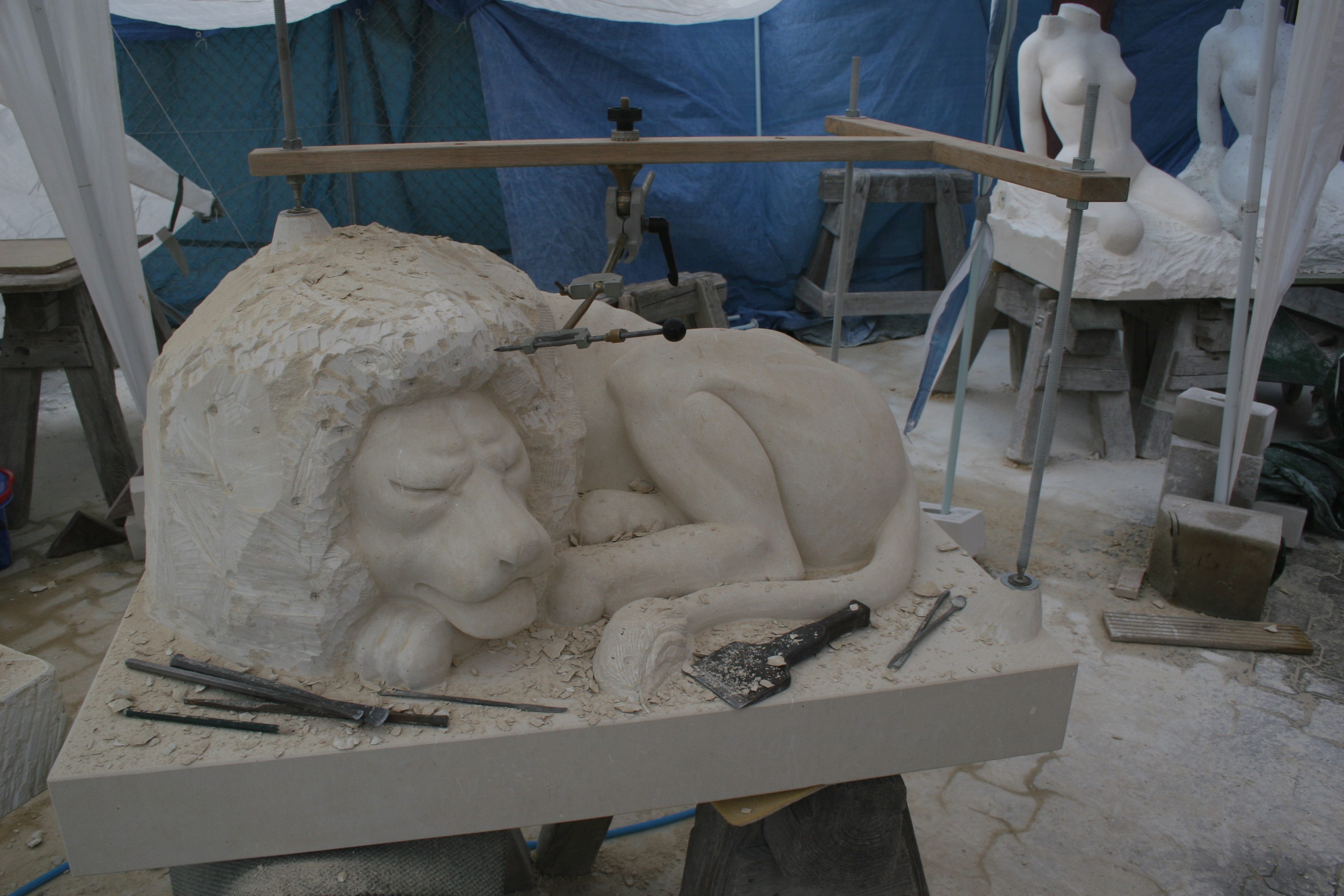
Ein Punktierkreuz (aus Holz) und ein Punktiergerät (aus Metall) ist ein Werkzeug zum Übertragen von Modellen in Stein

- Steinbildhauereisen: Die Steinbildhauer benötigen neben den obengenannten speziellere Eisen, um ihre filigrane Arbeiten auszuführen.
- Mess- bzw. Übertragungswerkzeuge von Modellen in Steinskulpturen der Steinbildhauer sind das Punktiergerät und die Drei-Zirkelmethode mit Greifzirkeln, Stechzirkeln oder Proportionalwinkeln.

## Steinmetzwerkzeuge in Ortswappen

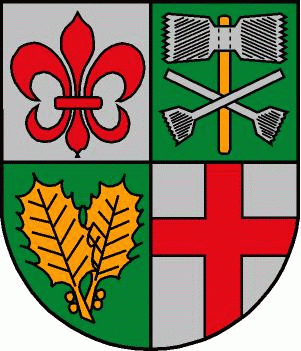
Zahnfläche und Zahneisen (oben rechts) im Wappen von Britten, Saarland
Spitz- und Schlageisen, Fäustel im Wappen von Laas, Südtirol
Greif- und Stechzirkel als Konstruktionshilfen im Wappen von Weibern,  Rheinland-Pfalz
Allgemeines Steinmetzzeichen im Wappen von Rieden, Rheinland-Pfalz
Zweispitz im Wappen von Thüste, Niedersachsen